# 基爾本鎮區 (伊利諾伊州梅森縣)
基爾本鎮區（英語：Kilbourne Township）是位於美國伊利諾伊州梅森縣的一個行政鎮區。

## 地方資料
根據2010年美國人口普查的數據，基爾本鎮區的面積為104.50平方千米，當中陸地面積為103.80平方千米，而水域面積為0.70平方千米。當地共有人口4427人，而人口密度為每平方千米42.36人。